# Sandra Dimbour
Sandra Dimbour, née le 13 juin 1970 à Saint-Denis (Seine-Saint-Denis), est une joueuse française de badminton en simple et en double.

## Carrière sportive
En 1988, elle gagne le Spanish International. Un an plus tard, pour la première fois, elle gagne ses deux premiers titres de championne de France en simple et en mixte (avec Pascal Jorssen). En tout, elle remporte seize titres nationaux jusqu'en 1999.
Sandra Dimbour a participé aux Jeux olympiques à 3 reprises, en 1992 (Barcelone), 1996 (Atlanta) et 2000 (Sydney) ; chaque fois en simple dames, avec comme meilleur classement, les 1/16 de finale atteints lors des 2 dernières participations.
Ces performances font de Sandra une des joueuses françaises les plus titrées à ce jour et une des deux seules badistes à avoir participé à 3 JO consécutifs.

## Reconversion
Au terme de sa carrière sportive, elle devient entraîneur national et coordinatrice du Pôle France (senior, -21 et -19 ans). En septembre 2011, elle rejoint le CREPS d'Île-de-France Colette-Besson (Châtenay-Malabry) en tant que responsable du suivi scolaire des sportifs scolarisés au lycée E. Mounier.
Lors des états généraux du sport en septembre 2002, elle représente les anciens sportifs dans le groupe de travail « l’avenir du modèle fédéral ».
Le 29 avril 2002, elle devient membre du conseil d'administration du Comité national olympique et sportif français (CNOSF), et coprésidente de la Commission des Athlètes de Haut Niveau, avec David Douillet jusqu’en avril 2009. Elle est remplacée par Isabelle Sévérino tout en restant membre de la Commission des athlètes de haut niveau (CAHN). Durant son mandat, elle est, avec David Douillet, l'un des deux chefs d’orchestre de la candidature de Paris 2012, entraînant dans leur sillage les plus grands champions de l’histoire du sport français et les espoirs de millions de Français.

## Clubs
- CSM Eaubonne de 1983 à 1986
- Issy-les-Moulineaux Badminton Club de 1986 à 1998
- Racing Club de France de 1998 à 2002

## Palmarès

### Compétitions internationales
| Rang                         | Année | Lieu                   |
| ---------------------------- | ----- | ---------------------- |
| Jeux olympiques :            |       |                        |
| 32es de finale, simple dames | 1992  | Barcelone, Espagne     |
| 16es de finale, simple dames | 1996  | Atlanta, États-Unis    |
| 16es de finale, simple dames | 2000  | Sydney, Australie      |
| Championnats du monde :      |       |                        |
| 16es de finale, simple dames | 1993  | Birmingham, Angleterre |
| 32es de finale, double dames | 1993  | Birmingham, Angleterre |
| 32es de finale, simple dames | 1995  | Lausanne, Suisse       |
| 32es de finale, simple dames | 1997  | Glasgow, Écosse        |
| 32es de finale, double dames | 1997  | Glasgow, Écosse        |
| 16es de finale, simple dames | 1999  | Copenhague, Danemark   |
| Championnats d'Europe :      |       |                        |
| 8es de finale, simple dames  | 1994  | Bois-le-Duc, Pays-Bas  |
| 32es de finale, double dames | 1994  | Bois-le-Duc, Pays-Bas  |
| 16es de finale, simple dames | 1996  | Herning, Danemark      |
| 16es de finale, double dames | 1996  | Herning, Danemark      |
| 16es de finale, simple dames | 1998  | Sofia, Bulgarie        |
| 16es de finale, double dames | 1998  | Sofia, Bulgarie        |
| 16es de finale, simple dames | 2000  | Glasgow, Écosse        |

### Tournois internationaux
| Année | Rang | Tournois                                                                   |
| ----- | ---- | -------------------------------------------------------------------------- |
| 1988  | 1    | Internationaux d'Espagne Espagne, simple dames.                            |
| 1993  | 2    | Internationaux du Portugal Portugal, simple dames.                         |
| 1993  | 1/2  | Internationaux d'Autriche Autriche, double dames                           |
| 1994  | 1    | Open de l'Ile-Maurice , simple dames.                                      |
| 1994  | 2    | Open de Slovénie Slovénie, simple dames.                                   |
| 1996  | 1    | Open de Slovénie Slovénie, simple dames.                                   |
| 1996  | 1    | Internationaux d'Espagne Espagne, double dames                             |
| 1999  | 1    | Internationaux d'Australie Australie, simple dames.                        |
| 1999  | 2    | Open de Slovénie Slovénie, simple dames.                                   |
| 1999  | 2    | Internationaux d'Espagne Espagne, simple dames.                            |
| 1999  | 1/2  | Internationaux d'Auckland Australie, simple dames.                         |
| 1999  | 1/2  | Internationaux de Nouvelle-Zélande Waikato Nouvelle-Zélande, simple dames. |
| 1999  | 1/2  | Open de Slovénie Slovénie, double dames.                                   |
| 1999  | 1/2  | Open d'Islande Islande, simple dames.                                      |
| 1999  | 1/2  | Open d'Écosse Écosse, simple dames.                                        |
| 2000  | 1/2  | Open de Cuba Cuba, simple dames.                                           |
| 2000  | 1/2  | Open de Cuba Cuba, double dames.                                           |

### Championnats de France
Double dames junior : 1 titre, simple dames senior : 8 titres, double dames senior : 5 titres, double mixte senior : 2 titres.
| Année | Rang | Titre                                                                      |
| ----- | ---- | -------------------------------------------------------------------------- |
| 1987  | 2    | Championnat de France simple dames juniores (badminton) à Auch France.     |
| 1987  | 2    | Championnat de France double dames juniores (badminton) à Auch France.     |
| 1987  | 1/2  | Championnat de France double mixte juniores (badminton) à Auch France.     |
| 1988  | 1    | Championnat de France double dames juniores (badminton) à Toulouse France. |
| 1988  | 1/2  | Championnat de France simple dames juniores (badminton) à Toulouse France. |
| 1989  | 1    | Championnat de France simple dames (badminton) à Dijon France.             |
| 1989  | 1    | Championnat de France double mixtes (badminton) à Dijon France.            |
| 1989  | 1/2  | Championnat de France double dames (badminton) à Dijon France.             |
| 1990  | 1    | Championnat de France double dames (badminton) à Nantes France             |
| 1990  | 1    | Championnat de France double mixtes (badminton) à Nantes France            |
| 1990  | 2    | Championnat de France simple dames (badminton) à Nantes France             |
| 1991  | 2    | Championnat de France simple dames (badminton) à Lille France              |
| 1991  | 1/2  | Championnat de France double dames (badminton) à Lille France.             |
| 1992  | 1    | Championnat de France simple dames (badminton) à Toulouse France.          |
| 1992  | 1/2  | Championnat de France double dames (badminton) à Toulouse France.          |
| 1993  | 1    | Championnat de France simple dames (badminton) à Lille France.             |
| 1994  | 1    | Championnat de France simple dames (badminton) à Strasbourg France.        |
| 1994  | 1    | Championnat de France double dames (badminton) à Strasbourg France.        |
| 1995  | 1    | Championnat de France simple dames (badminton) à Perpignan France.         |
| 1996  | 1    | Championnat de France simple dames (badminton) à Échirolles France.        |
| 1996  | 1/2  | Championnat de France double dames (badminton) à Échirolles France.        |
| 1997  | 1    | Championnat de France simple dames (badminton) à Challans France.          |
| 1997  | 1    | Championnat de France double dames (badminton) à Challans France           |
| 1998  | 1    | Championnat de France simple dames (badminton) à Thiais France.            |
| 1998  | 1    | Championnat de France double dames (badminton) à Thiais France             |
| 1999  | 1    | Championnat de France double dames (badminton) à Lille France              |
| 1999  | 1/2  | Championnat de France simple dames (badminton) à Lille France.             |
| 2001  | 2    | Championnat de France simple dames (badminton) à Lomme France              |